# Buenos Aires (Parácuaro)
Buenos Aires es una localidad del estado mexicano de Michoacán. Es parte del municipio de Parácuaro.

## Demografía
| Gráfica de evolución demográfica |
|                                  |

| Censo | Población |
| ----- | --------- |
| 1960  | 900       |
| 1970  | 1754      |
| 1980  | 1905      |
| 1990  | 1584      |
| 2000  | 1508      |
| 2010  | 1333      |
| 2020  | 1373      |